# Brosimum rubescens
Brosimum rubescens là một loài thực vật có hoa trong họ Moraceae. Loài này được Taub. mô tả khoa học đầu tiên năm 1890.
Tên thường gọi: Bloodwood, Satine.

## Đặc điểm
Đây là loài cây lấy gỗ cao đến 80–150 ft (25–45 m), đường kính thân 4–7 ft (1,2-2,1 m). Khi trưởng thành, bên trong thân cây sẽ có màu đỏ tươi sống động. Các thớ gỗ có kết cấu mịn với độ bóng tự nhiên.

## Phân bố
Loài cây này thường sống ở vùng nhiệt đới Nam Mỹ.